# Atypophthalmus submendicus
Atypophthalmus submendicus är en tvåvingeart. Atypophthalmus submendicus ingår i släktet Atypophthalmus och familjen småharkrankar.

## Underarter
Arten delas in i följande underarter:
- A. s. submendicus
- A. s. tuberculifer